# 잡카
잡카는 대한민국의 자동차정비직 전문취업 플랫폼이다.

## 개요
잡카는 대한민국 자동차정비분야  인력시장의 리더로서 구인업체와 구직자간 다양한 취업정보와 지식을 공유하고 소통하기 위해 2004년 9월에 설립된 전문취업 플랫폼으로, 자동차정비분야 구인구직정보의 비대칭성 해소 및 접근성 향상을 목표로 구직자의 경력과 희망 연봉, 근무지를 분석해  전문 자동차 정비 인력 수요와  수급 시기에 맞게 취업 희망자와 기업을 연결해 주고 있다.

## 제공 서비스

### 구인구직
국내 자동차정비분야 및 다양한 자동차관련 기업의 채용정보와 인재정보를 제공하고 있다.

### 네이버 채용정보 컬렉션
2023년 1월부터 네이버 통합검색 내 채용정보 컬렉션에 자동차정비분야 채용공고를 실시간 제공하고 있다.